# Abejorral
Abejorral este un municipiu în Columbia, în departamentul Antioquia.